# Colegio Santa Úrsula
Colegio Santa Úrsula es una institución escolar privada peruana de alto rendimiento para mujeres. Fue fundada en Lima por la Congregación de Madres Ursulinas Alemanas, en 1936. Está afiliada al Programa del Diploma del Bachillerato Internacional.

## Historia
A inicios de 1936, madres de la Congregación de Ursulinas Alemanas huyeron de su país de origen y se establecieron en Lima y Sullana. En abril de ese año, uno de los grupos que provino de Fritzlar fundó el colegio en una antigua casona de la avenida Arequipa (actual sede de Panamericana Televisión).
El incremento de alumnas debido al prestigio del colegio entre algunas familias limeñas germanófilas, así como la aceptación del entonces presidente Óscar Benavides, hizo que, primero, se adquieran otros locales contiguos y, después, uno en San Isidro que fue diseñado por Héctor Velarde Bergmann e inaugurado con la presencia del presidente Manuel Prado y Ugarteche, el 8 de marzo de 1941.
En 1950, la madre Cáritas Knickenberg asumió como superiora del convento local como también la dirección del colegio. Para 1955, las ursulinas de Lima consiguieron asociarse con la Unión Romana de Santa Úrsula, que posteriormente mantiene su vigencia de la congregación en país cuando estuvo a cargo de la madre Loyola Weinart.
En 1961, se construyó su auditorio multiuso a cargo de Roberto Wakeham. Se destaca por ser centro de orquestas musicales y recitales poéticos, como el de Pablo Neruda de 1970, por su buena calidad acústica, con una capacidad límite de 1088 butacas. Desde inicios de la década de 1980, es la casa principal de la Sociedad Filarmónica de la ciudad, donde se realiza temporadas de sesiones musicales. Para 2013, solo se realizan actividades principales, extendiendo ciclos extras en el Gran Teatro Nacional. También se realizaron otras sesiones de piano con artistas de nivel internacional.
Ganó prestigio por su alta enseñanza académica a costa de sus elevados precios y su marcada docencia católica. Desde 2012, está afiliado al Programa del Diploma del Bachillerato Internacional. En 2013, la PUCP la colocó entre las 20 escuelas con mayor rendimiento en el país, en que recibió la calificación de "excelente" para su ingreso directo a la universidad. Para 2024, la escuela está entre las más costosas de Lima con US$ 5500 la cuota de ingreso por cada estudiante y alrededor de US$ 650 la pensión.